# David Lowery (Regisseur)

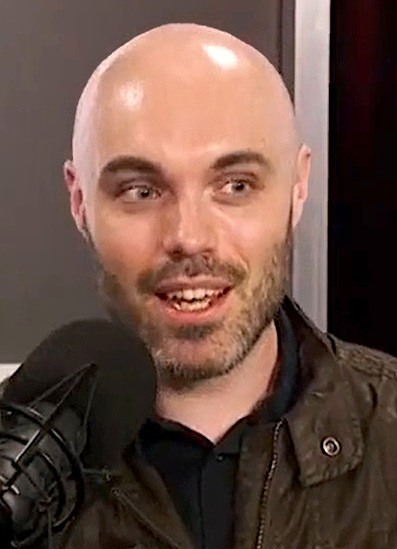
David Lowery (2018)

David Lowery (* 26. Dezember 1980 in Milwaukee, Wisconsin) ist ein US-amerikanischer Filmschauspieler, Regisseur, Drehbuchautor, Produzent, Kameramann und Filmeditor.

## Leben
Der 1980 in Milwaukee geborene David Lowery ist das älteste von neun Kindern. Als Lowery sieben Jahre alt war, zog seine Familie nach Irving, wo sein Vater eine Anstellung als Theologiedozent an einer Universität im nahe gelegenen Dallas gefunden hatte.
Lowery heiratete am 10. Oktober 2010 Augustine Frizzell.

## Filmkarriere
Nachdem Lowery die Irving High School verlassen hatte, drehte er seinen ersten Film Lullaby. Lowerys erster Spielfilm, bei dem er eigenständig Regie führte, war St. Nick, den er 2009 beim South by Southwest Film Festival vorstellte und 2011 in die US-amerikanischen Kinos kam. Für seinen Film The Saints – Sie kannten kein Gesetz, der 2013 in die Kinos kam, wurde Lowery mehrfach im Rahmen von verschiedenen Filmfestivals ausgezeichnet. Für den 2016 in die Kinos gekommenen Film Elliot, der Drache, bei dem Lowery die Regie übernahm und auch das Drehbuch mitschrieb, hatte Disney ihm ein Budget von 65 Millionen US-Dollar zur Verfügung gestellt. Der Film erhielt überwiegend gute Kritiken. Im Juli 2021 kam sein Film The Green Knight in die Kinos, der sehr frei die Sage von Sir Gawain und dem Grünen Ritter interpretiert. Ende 2024 führte er Regie in zwei Episoden der Fernsehserie Star Wars: Skeleton Crew von Jon Watts.

## Filmografie

### Als Regisseur
- 2009: St. Nick
- 2013: The Saints – Sie kannten kein Gesetz (Ain't Them Bodies Saints)
- 2016: Elliot, der Drache (Pete’s Dragon)
- 2017: The Yellow Birds
- 2017: A Ghost Story
- 2018: Ein Gauner & Gentleman (The Old Man & the Gun)
- 2021: The Green Knight
- 2023: Peter Pan & Wendy
- 2024: Star Wars: Skeleton Crew (Fernsehserie, 2 Folgen)

### Als Schauspieler
- 2025: Queer

## Auszeichnungen (Auswahl)
Dallas International Film Festival
- 2009: Auszeichnung mit dem Grand Jury Prize – Texas Film  (St. Nick)

Filmfest München
- 2013: Nominierung für den ARRI/OSRAM Award als Bester internationaler Film (The Saints – Sie kannten kein Gesetz)

Gotham Award
- 2013: Nominierung als Bester Film (The Saints – Sie kannten kein Gesetz)
- 2021: Nominierung für das Beste Drehbuch (The Green Knight)[3]

Nashville Film Festival
- 2013: Auszeichnung mit dem Louise LeQuire Award für das Beste Drehbuch (Pit Stop)

Palm Springs International Film Festival
- 2013: Auszeichnung als Directors to Watch (The Saints – Sie kannten kein Gesetz)

Philadelphia Film Festival
- 2011: Auszeichnung mit dem Special Jury Award für Kurzfilme (Pioneer, als Drehbuchautor)

Sundance Film Festival
- 2011: Nominierung für den Short Filmmaking Award – US Fiction (Pioneer)
- 2013: Nominierung für den Großen Preis der Jury – Dramatic (The Saints – Sie kannten kein Gesetz)

South by Southwest
- 2011: Auszeichnung mit dem SXSW Competition Award – Narrative Short (Pioneer)
- 2011: Auszeichnung mit dem SXSW Grand Jury Award – Narrative Short (Pioneer)

Texas Film Festival
- 2005: Auszeichnung mit dem Director’s Award für den Besten erzählenden Spielfilm (Deadroom)

Thessaloniki Film Festival
- 2009: Nominierung für den Goldenen Alexander (St. Nick)